# Bertran Albaric
Bertran Albaric (fl. 1260-1299) è stato un trovatore occitano originario probabilmente della Provenza, attivo nella seconda metà del XIII secolo.
Della sua opera ci resta una tenzone composta insieme a un certo Guibert (sconosciuto) e due coblas esparsas
Tenso
Coblas di otto endecasillabi ossitoni a rima incatenata
          [Bertran]

          Amic Guibert, ben a set ans pasatz

          qu'ieu ai amat et ame coralmen

          bella dona jove et avinen,

          e pregue la con fins enamoratz.

          De respondre m'es tojorn plus estranha,

          per qu'ieu vos prec vos m'en conselhes

          ci l'amarai ueimais, pos tantas ves

          l'ai requista per aver sa companha.

          [Guibert]

          Amic Bertran, mans bos ditz e ma[n]s fatz

          m'aves apres d'amor veraiamen,

          don, pos amatz tal qu'es pros e valen,

          prec vo, s'ie us plai, que non vos en gicatz,

          qu'el mon non a dona ques om non franha

          am bell parlar et amb eser cortes;

          e mais pot far un jorn ques ans guanres,

          per qu'ieu vos prec mais sufras la maguanha.

          [Bertran]

          Ausit ai dir, da Guibert, so sapchatz,

          de lonc servir tanh gran melhuramen;

          e tems perdut non ci cobra leumens,

          per qu'ieu huemais en sui desesperatz.

          E cigrai tal que vol c'an lui remanha,

          ques aura guautz car li serai sosmes,

          e farai li honor, que deutes es,

          plus que s'era reina d'Allamanha.
          [Bertran]

          Amico Guibert, son ben sette anni fa

          ch'io amai e amo coralmente

          donna bella giovine e avvenente,

          corteggiandola come un vero amante.

          Di rispondermi m'è sempre più strana,

          per cui io pregovi mi diate un consiglio

          se dovrei ancora amarla, dopo le volte

          tante che implorai il suo affetto.

          [Guibert]

          Amico Bertran, molti bei detti e fatti

          m'avete svelato sull'amor veramente,

          or, poi che amate sì vera e valente,

          ti prego, se vuoi, che non rinunciate,

          che il mondo non ha donna che non ceda

          al bel parlare e ai modi cortesi;

          e un giorno può far più che interi anni,

          per cui io pregovi di durar dolore.

          [Bertran]

          Ho sentito dir, Guibert, sapete,

          per lungo servir s'ha gran ricompensa;

          e il tempo perso non lo ritroveremo,

          per ch'io oggimai son disperato.

          E seguirolla si che a lei rimanga,

          come colui che avrà gioia infine,

          e farale onor, che le si deve,

          più che se fosse la regina d'Alemagna.
Coblas esparsas
          Ieu ame tal ques .j. enperador

          i for' onratz, mas quell denhes amar,

          c'an sos bels ditz m'a ci volgut liar

          qu'ilhi me pres per lial servidor;

          e can mi pens lo ben quen pot venir

          fai mi estar en tan haut pensamen

          c'Alisandre non fes tal montamen

          con ieu fari, sol qu'en puesca jausir.
          Ausit ai dir qu'el tems ques es pasatz

          entendi' hom en amor lialmen,

          et aras vei qu'es tornat a nien,

          ques un chasqun ci fai enamoratz

          e non sabon d'amor la drecha via,

          c'om deu guardar, con ci deu captener,

          car non es res c'om deia tan temer

          con sas amos qui l'a bell'e jolia.